# Gérard Debreu
Gérard Debreu (4. července 1921 Calais – 31. prosince 2004 Paříž) byl francouzský ekonom a matematik, který v roce 1983 získal Cenu Švédské národní banky za rozvoj ekonomické vědy na památku Alfreda Nobela za „začlenění nových analytických metod do ekonomické teorie a za přesnou reformulaci teorie všeobecné rovnováhy“. V roce 1962 se stal profesorem na Kalifornské univerzitě v Berkeley. V červenci roku 1975 se stal občanem Spojených států.